# Sluwe Ollie
Sluwe Ollie, artiestennaam van Oliver Lawrence Dane (Schiedam, 25 juli 1999), is een Nederlandse rapper. 

## Biografie
Dane is geboren en getogen is Schiedam. Op twaalfjarige leeftijd verloor hij zijn moeder. Rond die tijd begon hij met het schrijven van teksten, onder andere om de dood van zijn moeder te verwerken. Hij maakte zijn vwo-opleiding af en wilde tandarts worden, maar werd driemaal afgewezen voor de opleiding tot tandarts. Hierna is hij gaan werken bij een orthodontist.
Naast zijn opleidingen en zijn werk is Dane sinds 2016 actief met muziek. Hij koos de artiestennaam Sluwe Ollie, een naam die hij van een klasgenoot had gekregen om de "sluwe" dingen die hij op straat deed toen hij nog op school zat. In 2016 zette hij samen met Franc James zijn eerste track Dun Talkin' online. Dit nummer was een remake van de gelijknamige track van Kojo Funds, wat ervoor zorgde dat er meerdere negatieve opmerkingen op het lied kwamen doordat het niet een origineel nummer was. In 2017 bracht hij samen met ADF Ricky het lied Tien keer uit, welke enigszins viraal ging en ervoor zorgde dat Sluwe Ollie meer focus ging leggen op zijn rap carrière.
De jaren erna bracht Sluwe Ollie verschillende singles uit en hij kwam in 2020 met het album 17-11. Na meerdere onsuccesvolle nummers, ging hij in 2022 viraal met het lied Herra. Waar de artiest vooral zong op eerdere nummers, ligt de focus in Herra meer op rap. Het nummer ging viraal en betekende de doorbraak voor Sluwe Ollie. Door Afro Bros, Bizzey, D-Double en Young Ellens werd een remix van het nummer gemaakt.
In augustus 2023 tekende hij een contact bij platenlabel Top Notch. Eerste single die hij bij dit label uitbracht was Geeked. Een maand later deed hij een Zomersessie bij 101Barz. Met Alessio had hij succes in de Nederlandse hitlijsten met het lied Loco loco. Deze kwam tot de twaalfde plaats van de Single Top 100 en tot de eerste plaats van de Tipparade van de Nederlandse Top 40. Daarnaast bracht hij in oktober de ep Één uit. Begin 2024 stond hij op muziekfestival Noorderslag.
Artiesten waarmee Sluwe Ollie over de jaren meer heeft samengewerkt zijn onder andere Jack, Vic9, Leafs, Eves Laurent, Jordymone9, Brysa, ChildsPlay en DJ DYLVN. 

## Discografie

### Nummers met notering(en) in een hitlijst
| Lied                    | Verschijnen    | Album | Hitlijsten  | Hitlijsten  | Hitlijsten   | Hitlijsten   | Opmerkingen |
| Lied                    | Verschijnen    | Album | NL (Top 40) | NL (Top 40) | NL (Top 100) | NL (Top 100) | Opmerkingen |
| Lied                    | Verschijnen    | Album | Piek        | Weken       | Piek         | Weken        | Opmerkingen |
| ----------------------- | -------------- | ----- | ----------- | ----------- | ------------ | ------------ | ----------- |
| Loco loco (met Alessio) | 1 oktober 2023 | —     | tip1        | —           | 12           | 11           |             |